# Galácticosi
Galácticosi (Svemirci) je naziv za dvije generacije madridskog Reala. Za vrijeme prvog mandata Florentina Péreza uveden je ovaj termin koji je označavao kupnju tada "najboljih" igrača koji su puno plaćeni.
Sam pojam Galácticosa nosi i dobre i loše strane. U početku je označavao tim superigrača koji su trebali izgraditi nepobjedivi tim svjetske klase. Nakon početnih uspjeha došlo je vrijeme neuspjeha i termin Galácticosa počeo je označavati preplaćene igrače koji su svojim igrama razočarali. Za razliku od poznate Realove generacije krajem 80.-ih, poznate pod imenom Quinta del Buitre koju su uglavnom činili Španjolci, Galácticose su činile međunarodne zvijezde.

## Prva era Galácticosa
Doba prvih Galácticosa uključuje vrijeme od 2000. do 2007. to jest, od dolaska Luísa Figa 2000. do odlaska Davida Beckhama na ljeto 2007.
- Luís Figo - prešao iz Barcelone za 38.700.000 £ 2000. godine
- Zinedine Zidane - prešao iz Juventusa za 46.000.000 £ 2001. godine
- Ronaldo - prešao iz Intera za 30.000.000 £ 2002. godine
- David Beckham - prešao iz Manchester Uniteda za 25.000.000 £ 2003. godine

Osim ovih u klubu su bila još tri igrača koji nisu dovedeni iz ostalih klubova ili nisu dovedeni za Pérezova mandata, ali su ipak bili nositelji ekipe i igrali su vrlo važnu ulogu. To su bili:
- Raúl González - promoviran iz mlade momčadi
- Iker Casillas - promoviran iz mlade momčadi
- Roberto Carlos - doveden prije Pérezova mandata

Iako je se ovdje mogao smjestiti i mladi Robinho, nije zbog toga što nije smatran superzvijezdom već mladićem s neograničenim talentom.

### Politika
Iako je Real pod vodstvom predsjednika Lorenza Sanza osvojio dvije Lige prvaka 1998. i 2000. na izborima je za predsjednika izabran Florentino Pérez koji je obećao nova pojačanja od kojih će stvoriti momčad svjetske klase. Vodio se politikom Zidanes y Pavones, nazvane po Zinedineu Zidaneu i Franciscu Pavonu. Plan te politike je bio da se u klub dovedu odlični igrači iz ostalih klubova te igrači iz Realovih mlađih uzrasta. Pérez je odboru kluba obećao i "agresivniju" transfer politiku, gdje je posebno mislio na Figa koji je igrao u Realovom najvećem konkurentu, Barceloni.
Prvi Pérezov potez je bila prodaja Ciudad Deportiva, Realova trening kompleksa, za 480 milijuna eura kako bi si priskrbio više novca za transfere.

### Uspjesi prvih Galácticosa
Nije se dugo čekalo na prve trofeje. Već 2001. osvojeno je španjolsko prvenstvo. Iduće godine u finalu LP stradao je Bayer iz Leverkusena s rezultatom 2:1. Golove su postigli Zidane i Raúl, dok je strijelac za Nijemce bio Lúcio. La Liga je osvojena i 2003. Nakon što je za Madridžane potpisao Beckham očekivala se još bolja igra Reala, ali je ona izostala. Real četiri godine nije osvajao ništa važnije i to je dovelo do nevolja. 
Galácticosi su Realovoj "kasi" donosili mnoge prihode pogotov s tla Azije gdje su zvijezde iz madridskog tima bile naveliko tražene.

### Neuspjesi prve ere Galácticosa i njihov raspad
Za raspad Galácticosa koji je došao 2007. u raznim medijima iznešeno je par navodnih razloga.
- Pérez je zanemario obrambene igrače i nije im povećao plaću. To je dovelo do odlaska, prema mnogima jednog od najboljih obrambenih igrača na svijetu, Claudea Makéléléa. Njegov odlazak uzdrmao je suglasnost u timu što je dovelo do svađe između Péreza i pojedinih igrača. Iako je slogan njegove kampanje bio Zidanes y Pavones, igrač iz ovog slogana, Pavon je zanemaren od strane predsjednika te je i on otišao iz Reala. Obrana se nakon ovog totalno raspala

- Do još veće nesuglasnosti u svlačionici i klubu došlo je nakon otpuštanja odličnog trenera del Bosquea. Iz kluba ubrzo odlaze Fernando Hierro, Fernando Morientes, Steve McManaman i gore navedena dvojica. Otpuštanje del Bosquea u javnosti je izazvalo zgražanje i nevjericu jer nisu mogli vjerovati da se otpustio trener koji je s Realom osvojio dvije titule Europskih prvaka.

- Pojedini Galácticosi su se forsirali, a zapostavljeni su "ostali" igrači koji su bili u boljoj formi od ljubimaca predsjednika Pereza. Iako je Michael Owen imao četiri pogotka više od Raula, dobivao je puno manju minutažu i plaću. Ubrzo i on odlazi iz kluba.

- Pogreške u dovođenjima i zadržavanjima pojedinih igrača. Poglavito se tu ističu Samuel Eto'o i Roberto Soldado.

Iz kluba odlazi ili je već otišla većina prve momčadi Galácticosa, a ostali su samo Raul, Casillas i Beckham. Nakon poraza od Mallorce Pérez podnosi ostavku 27. veljače 2006. Beckham odlazi 2007. i to je konačni raspad Galácticosa.

## Druga era Galácticosa
Nakon 2003. čekalo se četiri godine da bi Real nešto osvojio. Godine 2007. Real osvaja La Ligu pod vodstvom Bernda Schustera. I iduće godine Real osvaja La Ligu, ali izostaje uspjeh u Europi. Poslije 2008. Real se naglo strmoglavljuje i gubi u više navrata od Barcelone, u Europi ga je Liverpool ponizio i izbacio ukupnim rezultatom 5-0. U Kupu kralja Real ispada od trećeligaša Uniona i postaje predmetom ismijavanjem španjolskih medija. To je dovelo do otpuštanja trenera Schustera i zapošljavanja Juande Ramosa. Ramos je s Realom nanizao 16 pobjeda i približio se vodećoj Barceloni na 6 bodova (prije je bilo 12). No u izravnom El Clásicu Real je na svom Bernabéuu izgubio s katastrofalnih 2:6. Ramon Calderon podnosi ostavku, a na mjesto predsjednika je ponovno izabran Florentino Pérez. On opet obećaje dovođenje zvijezda i stvaranje "supermomčadi". U Real pristižu:
- Kaká - prešao iz Milana za 57.000.000 £ 2009. godine
- Cristiano Ronaldo - prešao iz Manchester Uniteda za 80.000.000 £ 2009. godine
- Karim Benzema - prešao iz Lyona za 30.000.000 £ 2009. godine
- Xabi Alonso - prešao iz Liverpoola za 35.000.000 £ 2009. godine
- Ángel di María - prešao iz Benfice za 30.000.000 £ 2010. godine
- Mesut Özil - prešao iz Werdera za 12.000.000 £ 2010. godine
- Sami Khedira - prešao iz Stuttgart 2010. godine
- Luka Modrić - prešao iz Tottenhama 2012. godine

Uz ove dolaske tu su još bili i članovi prvih Galácticosa. Casillas i Raul. Raul uskoro odlazi u Schalke 04. Kao dodatak ovoj ekipi Pérez za trenera postavlja ekscentričnog Portugalca Joséa Mourinha. Ova era je još u tijeku.